# Дамерон Вали (Јута)
Дамерон Вали (енгл. Dammeron Valley) насељено је место без административног статуса у америчкој савезној држави Јута.

## Демографија
По попису из 2010. године број становника је 803.
| Група             | 2000.    | 2010.       |
| Белци             | 0 (0,0%) | 771 (96,0%) |
| Афроамериканци    | 0 (0,0%) | 0 (0,0%)    |
| Азијати           | 0 (0,0%) | 6 (0,7%)    |
| Хиспаноамериканци | 0 (0,0%) | 12 (1,5%)   |
| Укупно            | 0        | 803         |